# Эскобар Диас, Андрес Рамиро
Андре́с Рами́ро Эскоба́р Ди́ас (исп. Andrés Ramiro Escobar Díaz; 14 мая 1991, Пуэрто-Техада, Каука, Колумбия) — колумбийский футболист, вингер клуба «Нуэва Чикаго».

## Биография

### Клубная карьера
В мае 2010 дебютировал в колумбийском клубе «Депортиво Кали». Провел в составе команды два сезона, сыграв за этот период 33 матча и забив 4 мяча.
31 августа 2011 года перешёл в киевское «Динамо», сумма трансфера составила 1 800 000 евро. Контракт рассчитан на 5 лет до июня 2016 года. В составе «Динамо» дебютировал 21 сентября 2011 года в матче на Кубок Украины против команды «Кремень» из Кременчуга: выйдя на замену, он провёл на поле 18 минут. В чемпионате не сыграл за «Динамо» ни одного матча.
Летом 2012 года вернулся в «Депортиво Кали» на правах аренды, рассчитанной на один год. Эскобар пояснил, что переоценил свои силы, переходя в «Динамо», с иллюзиями, что станет ведущим футболистом клуба, но столкнулся там с конкуренцией со многими сильными футболистами, которую не выдержал, но надеется закрепиться в «Динамо» со второй попытки (после окончания аренды в «Депортиво Кали»).
19 декабря 2015 года стало известно о переходе Андреса в «Мильонариос» из Боготы на правах годичной аренды с правом последующего выкупа.

### Карьера в сборной
Выступал за молодёжную сборную Колумбии, с которой стал победителем международного турнира в Тулоне в 2011 году.

## Титулы
- Чемпион Колумбии (1): Финалисасьон 2015
- Обладатель Кубка Колумбии (1): 2010